# Зарандж
Зарандж (пушту زرنج) — місто в Афганістані, адміністративний центр провінції Німруз.

## Географія
Зарандж розташований на південному заході країни, лежить на кордоні з Іраном в улоговині Гауді-Зира на схід від озера Хамун у дельті річки Гільменд.

### Клімат
Місто знаходиться у зоні, котра характеризується кліматом тропічних пустель. Найтепліший місяць — липень із середньою температурою 34.9 °C (94.8 °F). Найхолодніший місяць — січень, із середньою температурою 7.5 °С (45.5 °F).
| Клімат Заранджа         | Клімат Заранджа | Клімат Заранджа | Клімат Заранджа | Клімат Заранджа | Клімат Заранджа | Клімат Заранджа | Клімат Заранджа | Клімат Заранджа | Клімат Заранджа | Клімат Заранджа | Клімат Заранджа | Клімат Заранджа | Клімат Заранджа |
| Показник                | Січ.            | Лют.            | Бер.            | Квіт.           | Трав.           | Черв.           | Лип.            | Серп.           | Вер.            | Жовт.           | Лист.           | Груд.           | Рік             |
| Середня температура, °C | 7,5             | 11              | 16,6            | 23,8            | 28,8            | 34              | 34,9            | 33,1            | 27,9            | 21,9            | 14,2            | 9,4             | 21,9            |
| Норма опадів, мм        | 19.2            | 10.3            | 11.2            | 2.5             | 0.6             | 0               | 0               | 0               | 0               | 1.2             | 1.4             | 5               | 51.4            |
| Днів з опадами          | 3               | 2,2             | 2,2             | 2,1             | 0,1             | 0               | 0               | 0               | 0               | 0               | 0,9             | 1,1             | 11,6            |
| Вологість повітря, %    | 55.1            | 50.4            | 44.2            | 39.9            | 34.2            | 28.2            | 27.4            | 28.4            | 31.8            | 39.4            | 47.5            | 53              | 40              |
| ----------------------- | --------------- | --------------- | --------------- | --------------- | --------------- | --------------- | --------------- | --------------- | --------------- | --------------- | --------------- | --------------- | --------------- |
| Джерело: Weatherbase    |                 |                 |                 |                 |                 |                 |                 |                 |                 |                 |                 |                 |                 |